# Rivière Androscoggin
 (janvier 2016).
Si vous disposez d'ouvrages ou d'articles de référence ou si vous connaissez des sites web de qualité traitant du thème abordé ici, merci de compléter l'article en donnant les références utiles à sa vérifiabilité et en les liant à la section « Notes et références ».
La rivière Androscoggin est une rivière dans les États américains du Maine et du New Hampshire, dans le nord de la Nouvelle-Angleterre.

## Géographie

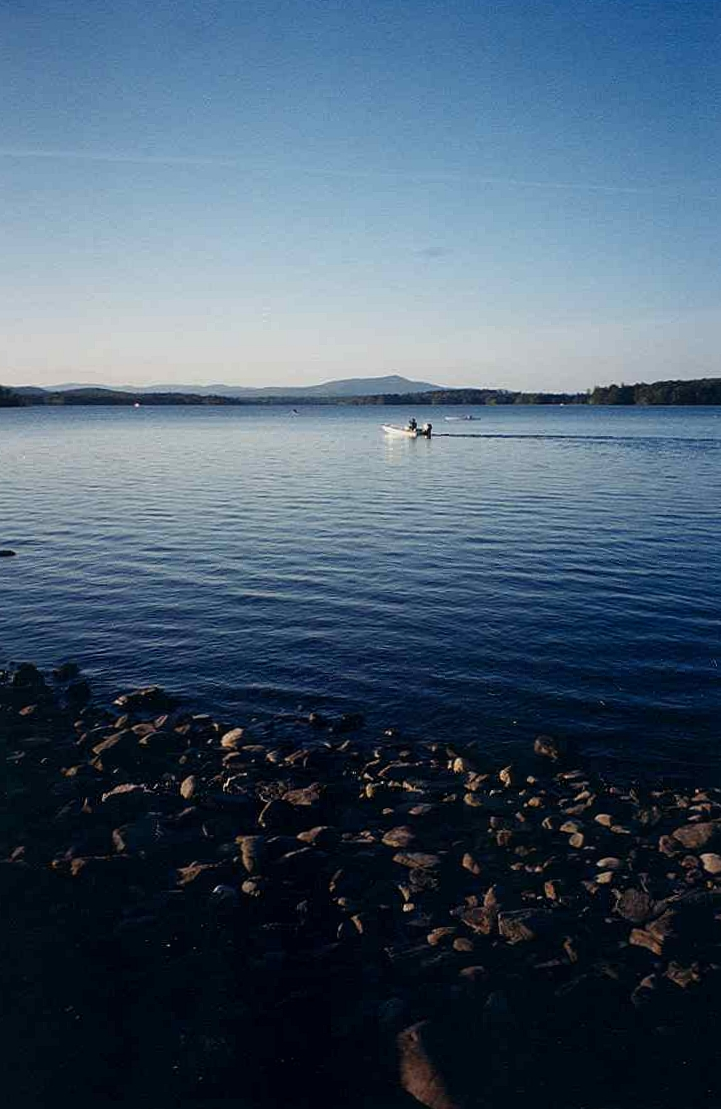
Lac Umbagog

La rivière prend sa source à Errol, New Hampshire, où la rivière Magalloway se joint à la décharge du lac Umbagog, près du Refuge faunique national Umbagog. La rivière coule généralement vers le sud, mais avec nombreux virages qui traverse les villes de Errol, de Milan et de Berlin. Elle traverse les villes de Bethel, Rumford et Dixfield avant un virage vers le Sud à la ville de Livermore Falls. La rivière traverse les villes jumelles de Lewiston et Auburn, tourne du sud-est et passe la communauté de Lisbonne Falls. D'une longueur de 286 km (178 milles) elle rejoint la rivière Kennebec, dans la Baie de Merrymeeting près de Brunswick dans le Maine avant de se jeter dans le Golfe du Maine sur l'océan Atlantique. Son bassin hydrographique est 9 100 km2  (3 530 milles2) dans la région.

## Étymologie
Le nom « Androscoggin » vient du terme des Abénaquis de l'est: [aləssíkɑntəkw] ou [alsíkɑntəkw], qui signifie « rivière des abris sous roches de falaise » ; ou peut-être de Penobscot [aləsstkɑtəkʷ], qui signifie « rivière des abris sous roche ».